# Bolbocerastes serratus
Bolbocerastes serratus är en skalbaggsart som beskrevs av Leconte 1854. Bolbocerastes serratus ingår i släktet Bolbocerastes och familjen Bolboceratidae. Inga underarter finns listade.